# Menegazzia asekiensis
Menegazzia asekiensis är en lavart som beskrevs av Elix. Menegazzia asekiensis ingår i släktet Menegazzia och familjen Parmeliaceae.   Inga underarter finns listade i Catalogue of Life.